# Ezekiel Rogers
Ezekiel Rogers (geboren um 1590 in Wethersfield,  Essex, England; gestorben am 23. Januar 1660 in Rowley, Massachusetts, Neuengland)  war ein englischer Puritaner und Siedlerpionier in Neuengland.

## Leben

### England
Er war der zweite Sohn von Richard Rogers, einem der führenden puritanischen Prediger und Theologen seiner Zeit, aus dessen erster Ehe mit Mary Duckfield. Ezekiels älterer Bruder war Daniel Rogers, der später ebenfalls in das Priesteramt eintrat und einer der einflussreichsten puritanischen Geistlichen während des englischen Interregnums werden sollte. Nach dem Studium am Christ’s College der Universität Cambridge (B.A. 1605, M.A. 1608) wurde er 1610 Kaplan von Sir Francis Barrington, 1. Baronet of Barrington Hall zu Hatfield Broad Oak in Essex.
In seinem Testament schrieb Rogers, dass die Genesung von einer schweren Krankheit um das zwanzigste Lebensjahr erst seinen Gottesglauben so gefestigt habe, dass er sich für das Priesteramt entschied. In der Folge wurde er zu einem Verfechter puritanischer Glaubenssätze; von den zunehmenden Repressalien gegenüber allzu radikalen Reformern blieb er in seiner Position als privater Seelsorger der Barrington Baronets zunächst verschont. Erst nachdem Barrington ihm mit Hilfe seiner Verbindungen zur puritanischen Gentry in Yorkshire 1621 die Pfründe der nordenglischen Pfarre Rowley verschaffte und sich Rogers dort mit seinen Predigten einen Namen machte, geriet er in Konflikt mit der Staatskirche. Zwar erfreute sich Rogers zunächst des Wohlwollens des Erzbischofs von York, Tobie Mathew, und konnte so etwa in seiner Pfarrei in Rowley ein regelmäßiges Treffen des puritanischen Klerus des East Riding of Yorkshire etablieren, doch nachdem William Laud nach 1633 als Erzbischof von Canterbury eine strikt antipuritanische Kirchenlenkung vorgab, wurde die Lage für Rogers prekär. So weigerte er sich 1634, das Book of Sports zu verlesen, und wurde darob 1636 seines Amtes enthoben. Zudem verschlechterte sich seine finanzielle Lage, da Thomas Barrington, ältester Sohn Sir Francis Barringtons und Patron der Gemeinde Rowley, sich weigerte, Rogers die Kosten für die Instandsetzung der Pfarrei zu erstatten. Wie Tausende Puritaner der 1630er Jahre entschloss sich Rogers schließlich, sich der Great Migration anzuschließen, also zur Auswanderung nach Neuengland. Ihm folgten gut 20 Familien aus Rowley und Umgebung.

### Neuengland
1638 erreichte er Amerika und entschloss sich nach einem kurzen Aufenthalt in New Haven im folgenden Sommer, mit seinen ihm gefolgten Anhängern eine neue Siedlung am Ufer des Merrimack River nördlich von Boston zu gründen. Für £800 erwarben die Siedler Land von den Städten Ipswich und Newbury und gründeten im Frühjahr 1639 die neue Siedlung, die nach dem Herkunftsort der Siedler Rowley genannt wurde. Zu dieser Zeit hatte Rogers vollends mit der Lehre der Church of England gebrochen und war zu der Überzeugung gelangt, dass es das Privileg der Gemeinde sei, ihren Pfarrer zu bestimmen, hatte sich also zu einem erklärten Kongregationalisten entwickelt. So wurde auch die Kirchengemeinde Rowley am 4. Juli 1639 durch den willentlichen Bundesschluss (church covenant) der Siedler ins Leben gerufen; Rogers sollte ihr bis zu seinem Tod als Pfarrer vorstehen.
In den folgenden Jahren war Rowley einer der einflussreichsten Prediger der Massachusetts Bay Colony. Seinen Einfluss machte er auch in politischen Belangen geltend. So hielt er anlässlich der jährlichen Wahl des Gouverneurs der Kolonie 1643 eine Predigt, in der er  die Ansicht äußerte, dass kein Mann für mehr als eine Amtszeit das Gouverneursamt innehaben solle, um zu verhindern, dass es sich zu einem Lebensamt entwickelt. Trotz Rogers Ermahnungen wurde wiederum John Winthrop ins Gouverneursamt gewählt.
Rogers späte Jahre waren von persönlichen und gesundheitlichen Beschwernissen geprägt. Seine erste Frau Joan Hartopp, die er wohl bereits 1627 in England geheiratet hatte, starb im Mai 1649. Rogers heiratete daraufhin die wesentlich jüngere Joan Nelson, eine Tochter des ebenfalls in Massachusetts wirkenden Predigers John Wilson, doch starb auch sie wie auch ihr Neugeborenes im Februar 1650 im Wochenbett. Daraufhin heiratete er am 16. Juli 1651 die Witwe Mary Bakers, die ihn um einige Jahre überlebte, doch brannte in der Hochzeitsnacht wohl durch Brandstiftung einer verschmähten Nebenbuhlerin Rogers Haus mitsamt der Bibliothek und den Kirchenregistern aus. Nur wenige Wochen nach der Hochzeit wurde Rogers von seinem Pferd abgeworfen und zog sich eine dauerhafte Lähmung des rechten Armes zu, so dass er mit der linken Hand zu schreiben lernen musste. Bis zu seinem Tod plagten ihn seine schwache Konstitution. Rogers starb am 23. Januar 1663 und wurde auf dem Friedhof von Rowley begraben.
Rogers Bedeutung für die neuenglische Kirchengeschichte unterstrich Cotton Mather, indem er ihm in seinen Magnalia Christi Americana ein Kapitel widmete. In Mathers Worten war er wie sein Namenspatron Ezechiel „kein geringer Prophet“ und von einem „göttlichen Geist beseelt“ (And it is not among the smaller Prophets of New-England that we have also seen an Ezekiel; one inspired with a divine fortitude for the work of a witness prophesying in the sackcloth of a wilderness). Die einzige Schrift, die Rogers zu Lebzeiten veröffentlichte, war der zwölfseitige Katechismus The Chief Grounds of Christian Religion Set Down by Way of Catechizing Gathered longe since for the use of an Honourable Family (London 1648). Für Historiker von Interesse sind die erstmals 1930 gedruckten Tagebücher Rogers und seine umfangreiche Korrespondenz mit englischen wie neuenglischen Puritanern.